# Moncloa-Aravaca
Moncloa-Aravaca is een district in het centrum van de Spaanse hoofdstad Madrid.

## Wijken
- Casa de Campo (91)
- Argüelles (92)
- Ciudad Universitaria (93)
- Valdezarza (94)
- Valdemarín (95)
- El Plantío (96)
- Aravaca (97)